# Campeonato Sul-Americano de Voleibol Feminino de 1964
O 6º Campeonato Sul-americano de Voleibol Feminino foi realizado no ano de 1964 em Buenos Aires, Argentina.

## Tabela Final
| Posição | Equipe    |
| ------- | --------- |
|         | Peru      |
|         | Paraguai  |
|         | Argentina |
| 4       | Uruguai   |

## Premiação
| Campeonato Sul-Americano de Voleibol Feminino de 1964 |
| border.                                               |
| ----------------------------------------------------- |
| Peru (1º título)                                      |